# Carol Ferrer
Carol Ferrer (Buenos Aires; 29 de agosto de 1981) es una ex actriz pornográfica argentina afincada en España.

## Biografía
Ferrer nació en Buenos Aires en agosto de 1981. No se sabe mucho de ella antes de 2013, año en que a sus 31 años entró en la industria pornográfica. Le encanta mantener relaciones sexuales.
Al igual que otras tantas actrices que comenzaron con más de treinta años en la industria, por su físico, su edad y atributos, fue etiquetada como una actriz MILF.
Tuvo una corta carrera cinematográfica, retirándose en 2017 con más de 40 películas, con compañías como Cumlouder, Hot Gold, Thagson y Evil Angel, y participando en cintas como Bitch Confessions 2, Boldly Girls 2, Boob Day 4, Give Me Spunk, Hungry Cum Eaters y White House.